# Micrurus psyches
Micrurus psyches é uma espécie de cobra-coral, um elapídeo do gênero Micrurus. Coral de coloração extremamente variável de médio porte, medindo entre 55 e 70 cm (máximo de 91 cm). Alguns indivíduos podem parecer totalmente pretos com finos anéis amarelos, outros podem ser tricolores com anéis vermelhos separados por tríades de anéis preto. Ocorre no norte da América do Sul, incluindo ilhas do Caribe e Trinidad.